# رالف بریر
رالف بریر (به انگلیسی: Ralph Breyer) (زادهٔ ۲۳ فوریهٔ ۱۹۰۴) شناگر اهل ایالات متحده آمریکا است.